# Santa Lucía del Este
Santa Lucía del Este ist eine Ortschaft in Uruguay.

## Geographie
Santa Lucía del Este befindet sich auf dem Gebiet des Departamento Canelones in dessen Sektor 8. Sie liegt an der Küste des Río de la Plata zwischen dem westlich angrenzenden Araminda und dem die östliche Grenze zum Nachbarort Biarritz bildenden Arroyo de la Coronilla.
Im nördlichen Hinterland ist zudem in wenigen Kilometern Entfernung Piedras de Afilar gelegen.

## Infrastruktur
Die Stadt liegt an der Ruta Interbalnearia.

## Einwohner
Die Einwohnerzahl Santa Lucía del Estes beträgt 286 (Stand: 2011).
| Jahr | Einwohner |
| ---- | --------- |
| 1963 | 131       |
| 1975 | 177       |
| 1985 | 239       |
| 1996 | 335       |
| 2004 | 275       |
| 2011 | 286       |

Quelle: Instituto Nacional de Estadística de Uruguay